# برج مدور مردکان (باکو)
برج مدور مردکان (ترکی آذربایجانی: Dairəvi Mərdəkan qalası) قلعه ای است که در شهرک مردکان در باکو، پایتخت جمهوری آذربایجان قرار دارد. این برج در میان ساکنین محلی به «قلعهٔ شیخ» نیز معروف است.

## تاریخچهٔ برج
سر دروازهٔ برج سه کتیبه وجود دارد، که روی لایه سنگی مستطیلی شکل به زبان عربی نوشته شده‌است. بنابه کتیبهٔ اول، برج در دورهٔ سلطنت «فریبرز سوم» بنا شده‌است. کتیبهٔ دوم حکایت از آن دارد، که صاحب برج مدور مردکان مردکان «اسحق بن کاکولی» بوده و تاریخ ساخت آن به سال ۱۲۳۲ (میلادی) بازمی‌گردد. روی سومین کتیبه نیز نوشته شده‌است، که این ساختمان از سوی معماری به نام «عبد المجعد فرزدن مسعود» بنا گردیده‌است.

## مشخصات معماری

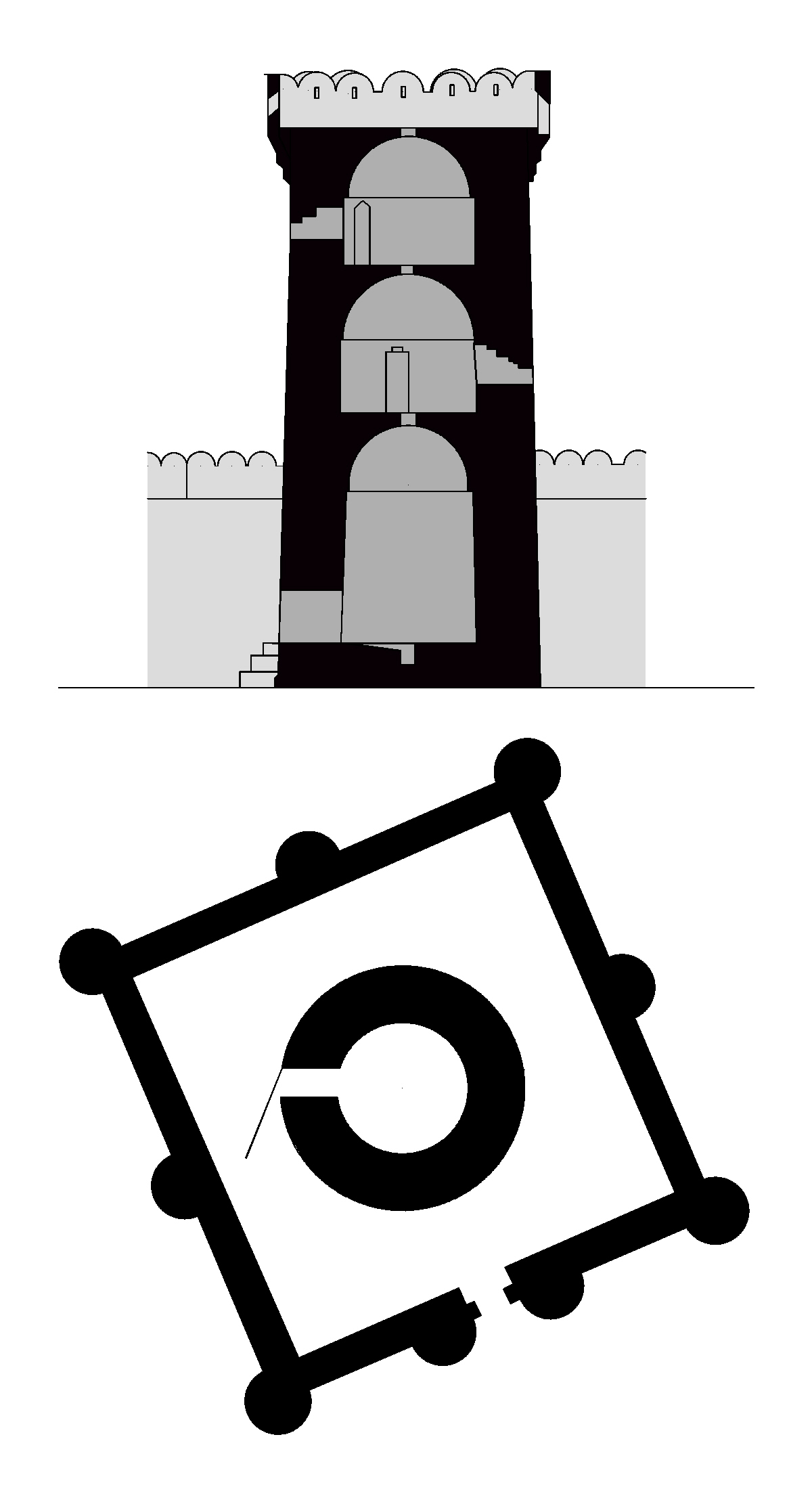
مرتبط

ارتفاع قلعه برج مدور مردکان مردکان ۱۶ متر می‌باشد. قلعهٔ موجود در اطراف برج شامل یک حیاط مستطیلی شکل است، که با دیوارهای سنگی دارای بلندی ۷ متر در هر زاویه احاطه شده‌است.
مساحت کل حیاط به‌بُعد ۲۵ متر در ۲۵ متر است. در گوشه‌های دیوار قلعه، برج‌ها، طارمی‌ها و برج‌های دیده‌بانی قرار گرفته‌است. برج مدور مردکان از لحاظ طرح، دایره‌ای شکل می‌باشد، که رو به طبقات بالا کم‌کم باریک‌تر می‌گردد.
برج در امتداد ارتفاع‌اش به سه بخش تقسیم می‌شود. این قسمت‌ها با گنبدها پوشانیده شده و با یکدیگر به واسطه پله‌هایی وصل می‌شود، که روی دیوار ساخته شده‌است. جهت روشن کردن طبقات دوم و سوم پنجره‌هایی به شکل نوار تنگ در داخل برج ساخته شده‌است، که از خارج ساختمان به سمت داخلش شدیداً گسترش می‌یابد. برج با استفاده از محلول آهک و سنگ آهک بنا گردیده‌است.